# 两间房镇
两间房镇，是中华人民共和国河北省承德市滦平县下辖的一个镇，原为两间房乡，2021年4月28日吸收原涝洼乡并撤乡设镇。

## 行政区划
两间房镇下辖以下地区：
涝洼村、大龙潭村、三岔口村、大古道村、梁西三道沟村、两间房村、苇塘村、色树沟村、石峰沟村、叶营村和大石门村。